# النا لشچینسکا
اِلنا لولا لشچینسکا (لهستانی: Elena Lola Leszczyńska؛ زادهٔ ۱۴ ژانویه ۱۹۸۱) بازیگر روسی‌الاصل اهل لهستان است.
از فیلم‌ها یا مجموعه‌های تلویزیونی که وی در آن‌ها نقش داشته‌است، می‌توان به مسکوی کوچک، خانه کشیش، رنگ‌های خوشبختی، دهن‌به‌دهن، ع چون عشق، هتل ۵۲ و در خوشی و سختی اشاره نمود.